# فقمة مقنعة
فقمة مقنعة (الاسم العلمي: Cystophora cristata)، هي فقمة كبيرة توجد فقط في وسط وغرب شمال المحيط الأطلسي، ويتراوح نطاقها من سفالبارد في الشرق إلى خليج سانت لورانس في الغرب. عادًة ما تكون باللون الرمادي الفضي أو الأبيض، مع وجود بقع سوداء تختلف في الحجم تغطي معظم الجسم. تُعرف صغار الفقمة المقنعة باسم «الظهر الأزرق» لأن معاطفها رمادية زرقاء على الظهر وبطونها بيضاء، على الرغم من أن هذا المعطف يتساقط بعد 14 شهرًا من عمر الجراء.